# Konrádi Dániel
Konrádi Dániel (Várkudu, 1871. január 24. – Kolozsvár, 1940. szeptember 3.) magyar orvos, bakteriológus, egyetemi oktató, kutató, orvosi szakíró.

## Életútja
A kolozsvári Református Kollégiumban érettségizett 1892-ben. , a Ferenc József Tudományegyetemen avatták orvosdoktorrá (1898). Tanársegéd az egyetem kór- és gyógytani tanszékén; tanulmányokat végzett Frankfurt am Mainban az Ehrlich és Berlinben a Koch Intézetben (1905); egyetemi magántanár (1906); a kolozsvári Önkéntes Mentőegyesület igazgatója. Párizsban és Londonban végzett újabb tanulmányai (1921) után a kolozsvári Pasteur-intézetnek, majd a bőrgyógyászati klinika Wassermann-laboratóriumának vezetője nyugdíjaztatásáig (1936).
Saját kísérleteivel járult hozzá a bakteriológia s főleg a veszettség kérdéseiben felmerült ellentétes vélemények tisztázásához. Az Erdélyi Múzeum-Egyesület orvos-természettudományi szakosztályának Értesítője közölte cikkeit a szappanok baktériumölő hatásáról, a kísérleti veszettség tüneteiről s tífusz-bacilusok kimutatásáról kútvízben (1901–1905); jelentek meg tanulmányai az Erdélyi Orvosi Lap hasábjain a veszettség gyógyulásáról (1920), az agy- és gerincbeli folyadék ragálytartalmáról veszett embernél (1922), feltűnően rövid lappangásokról emberi veszettségnél (1923).